# Alexandra Eala
Alexandra Maniego Eala (født 23. maj 2005 i Quezon City, Filippinerne) er en professionel tennisspiller fra Filippinerne.